# Rallye Šumava
Rally Šumava je jedna ze soutěží Mistrovství České republiky v rallye. Jezdí se v jihozápadních Čechách a jejím centrem je město Klatovy. Soutěž byla součástí Mistrovství Evropy, Mitropy a dalších.

## Historie
Prapůvodně se soutěž se stejným názvem Šumavská rally konala v okolí města Sušice. S Rallye Šumava je úzce svázána též Rally Klatovy.

## Vítězové

### Šumavská rallye
| # | Název soutěže   | Rok  | Jezdec         | Vůz       | Šampionáty |
| - | --------------- | ---- | -------------- | --------- | ---------- |
| 1 | Šumavská Rallye | 1961 | Juraj Poliaček | Škoda 440 |            |

### Rallye Šumava
| #  | Název soutěže                    | Rok  | Jezdec                | Vůz                             | Šampionáty                 |
| -- | -------------------------------- | ---- | --------------------- | ------------------------------- | -------------------------- |
| 1  | Rallye Šumava                    | 1964 | Karel Jílek           | Škoda Octavia TS                |                            |
| 2  | Rallye Šumava                    | 1965 | Jiří Srnský           | Škoda Octavia Super             | MČSSR                      |
| 3  | Rallye Šumava                    | 1966 | Jaroslav Bobek        | Škoda 1000 MB                   |                            |
| 4  | Rallye Šumava                    | 1967 | Vladimír Hubáček      | Renaul 8 Gordini                | MČSSR                      |
| 5  | Rallye Šumava                    | 1968 | Vladimír Hubáček      | Renaul 8 Gordini                |                            |
| 6  | Rallye Šumava                    | 1969 | Jiří Rosický          | Renaul 8 Gordini                | MČSSR, INT                 |
| 7  | Rallye Šumava                    | 1972 | Jaroslav Jelínek      | Škoda 120 S Rallye              |                            |
| 8  | Rallye Šumava                    | 1973 | Oldřich Horsák        | Škoda 120 S Rallye-1500         |                            |
| 9  | Rallye Šumava                    | 1974 | Oldřich Horsák        | Škoda 120 S                     |                            |
| 10 | Rallye Šumava                    | 1975 | Jiří Šedivý           | Škoda 200 RS                    | MČSSR                      |
| 11 | Rallye Šumava                    | 1976 | Vladimír Hubáček      | Alpine-Renault A110 1800        | MČSSR                      |
| 12 | Rallye Šumava                    | 1977 | Svatopluk Kvaizar     | Škoda 130 RS                    | MČSSR                      |
| 13 | Rallye Šumava                    | 1978 | Leo Pavlík            | Škoda 130 RS                    | MČSSR                      |
| 14 | Rallye Šumava                    | 1979 | Václav Blahna         | Škoda 130 RS                    | MČSSR                      |
| 15 | Rallye Šumava                    | 1980 | Jiří Šedivý           | Škoda 130 RS                    | MČSSR                      |
| 16 | Rallye Šumava                    | 1981 | Leo Pavlík            | Renault 5 Alpine                | MČSSR                      |
| 17 | Rallye Šumava                    | 1982 | Leo Pavlík            | Renault 5 Alpine                | MČSSR                      |
| 18 | Rallye Šumava                    | 1983 | Václav Blahna         | Škoda 130 RS                    | MČSSR                      |
| 19 | Rallye Šumava                    | 1984 | Miroslav Lank         | Lada VAZ 2105 MTX               | MČSSR                      |
| 20 | Rallye Šumava                    | 1985 | Svatopluk Kvaizar     | Škoda 130 LR                    | MČSSR, PMaP                |
| 21 | Rallye Šumava                    | 1986 | Jiří Urban            | Škoda 130 LR                    | MČSSR                      |
| 22 | Rallye Šumava                    | 1987 | Jiří Sedlář           | Škoda 130 LR                    | MČSSR                      |
| 23 | Rallye Šumava                    | 1988 | Jiří Sedlář           | Lancia Delta Integrale          | MČSSR                      |
| 24 | Rallye Šumava                    | 1989 | Leo Pavlík            | Audi Coupé Quattro              | MČSSR                      |
| 25 | Rallye Šumava                    | 1990 | Matthias Moosleitner  | BMW M3 E30                      | MČSFR, Mitropa             |
| 26 | Rallye Šumava                    | 1991 | Matthias Moosleitner  | BMW M3 E30                      | MČSFR, Mitropa             |
| 27 | Rallye Šumava                    | 1992 | Ladislav Křeček       | Ford Sierra RS Cosworth         | MČSFR, Mitropa             |
| 28 | Rallye Šumava Bayerwald          | 1993 | Dieter Depping        | Ford Sierra RS Cosworth         | MČSFR, Mitropa             |
| 29 | Rallye Šumava Mogul              | 1994 | Sepp Haider           | Audi Coupé S2                   | MČR, Mitropa, CEZ          |
| 30 | Rallye Šumava Mogul Klatovy      | 1995 | Enrico Bertone        | Toyota Celica Turbo 4WD (ST185) | MČR, Mitropa               |
| 31 | Rallye Šumava Mogul              | 1996 | Stanislav Chovanec    | Ford Escort RS Cosworth         | MČR, Mitropa, CEZ, Německo |
| 32 | Rallye Šumava Mogul              | 1997 | Armin Kremer          | Subaru Impreza 555              | MČR, Mitropa, ME, Německo  |
| 33 | Rallye Šumava Mogul              | 1998 | Armin Kremer          | Subaru Impreza WRC S3 97        | MČR, Mitropa, ME, Německo  |
| 34 | Rallye Šumava Mogul              | 1999 | Milan Dolák           | Toyota Celica GT-Four           | MČR, Mitropa, ME           |
| 35 | Rallye Šumava Mogul              | 2000 | Milan Dolák           | Toyota Corolla WRC              | MČR, ME                    |
| 36 | Rallye Šumava Mogul              | 2001 | Roman Kresta          | Škoda Octavia WRC               | MČR, ME                    |
| 37 | Rallye Šumava Mogul              | 2002 | Karel Trojan Jr.      | Toyota Corolla WRC              | MČR, ME                    |
| 38 | Mogul Šumava Rallye              | 2003 | Roman Kresta          | Peugeot 206 WRC                 | MČR, ME                    |
| 39 | Mogul Šumava Rallye              | 2004 | Martin Prokop         | Škoda Octavia WRC               | MČR, EP Východ             |
| 40 | Mogul Šumava Rallye Klatovy      | 2005 | Tomáš Vojtěch         | Peugeot 206 WRC                 | MČR, EP Východ             |
| 41 | Mogul Šumava Rallye Klatovy      | 2006 | Raimund Baumschlager  | Mitsubishi Lancer Evo VIII      | MČR, Rakousko              |
| 42 | Mogul Šumava Rallye Klatovy      | 2007 | Václav Pech mladší    | Mitsubishi Lancer Evo IX        | MČR                        |
| 43 | Mogul Šumava Rallye Klatovy      | 2008 | Roman Kresta          | Mitsubishi Lancer Evo IX        | MČR                        |
| 44 | Mogul Šumava Rallye Klatovy      | 2009 | Václav Pech mladší    | Mitsubishi Lancer Evo IX        | MČR                        |
| 45 | Mogul Šumava Rallye Klatovy      | 2010 | Pavel Valoušek        | Škoda Fabia S2000               | MČR, EP Střed              |
| 46 | Mogul Rallye Šumava Klatovy      | 2011 | ZASTAVENO             |                                 | MČR, EP Střed              |
| 47 | Rallye Šumava Klatovy            | 2012 | Jan Kopecký           | Škoda Fabia S2000               | MČR, EP Střed              |
| 48 | Rallye Šumava Klatovy            | 2013 | Václav Pech mladší    | Mini Cooper S2000 1.6T          | MČR, EP Střed              |
| 49 | Rallye Šumava Klatovy            | 2014 | Václav Pech mladší    | Mini Cooper S2000 1.6T          | MČR                        |
| 50 | Rallye Šumava Klatovy            | 2015 | Jan Kopecký           | Škoda Fabia R5                  | MČR                        |
| 51 | Rallye Šumava Klatovy            | 2016 | Jan Kopecký           | Škoda Fabia R5                  | MČR                        |
| 52 | Rallye Šumava Klatovy            | 2017 | Jan Kopecký           | Škoda Fabia R5                  | MČR                        |
| 53 | Rallye Šumava Klatovy            | 2018 | Jan Kopecký           | Škoda Fabia R5                  | MČR                        |
| 54 | Rallye Šumava Klatovy            | 2019 | Václav Pech mladší    | Ford Fiesta R5                  | MČR                        |
| 55 | Rallye Šumava Klatovy            | 2020 | Přesun na sezonu 2021 |                                 | MČR                        |
| 55 | Rallye Šumava Klatovy            | 2021 | Jan Kopecký           | Škoda Fabia Rally2 evo          | MČR                        |
| 56 | Rallye Šumava Klatovy            | 2022 | Jan Kopecký           | Škoda Fabia Rally2 evo          | MČR                        |
| 57 | Rallye Šumava Klatovy            | 2023 | Václav Pech           | Ford Focus RS WRC '06           | MČR                        |
| 58 | Rallye Šumava Klatovy            | 2024 | ZASTAVENO             |                                 | MČR                        |
| 59 | Milkservis Rallye Šumava Klatovy | 2025 | Simon Wagner          | Hyundai i20 N Rally2            | MČR                        |

### Rally Klatovy
| # | Název soutěže  | Rok  | Jezdec       | Vůz             | Šampionáty        |
| - | -------------- | ---- | ------------ | --------------- | ----------------- |
| 1 | Rallye Klatovy | 1980 | Milan Dolák  | Škoda 110       | Oblastní přebor A |
| 2 | Rallye Klatovy | 1987 | Jiří Pošík   | Škoda 130L      | SKP A             |
| 3 | Rally Klatovy  | 2015 | Karel Trněný | Škoda Fabia WRC | MČR               |
| 4 | Rally Klatovy  | 2020 | ZRUŠENO      | ZRUŠENO         | MČR               |